# Le Guglie
Le Guglie sono un'isola dell'Italia appartenente all'arcipelago delle isole Eolie, in Sicilia.
Amministrativamente appartengono a Lipari, comune italiano della città metropolitana di Messina.
Si tratta di un piccolo gruppo di scogli slanciati nei pressi di Dattilo, nel miniarcipelago dell'isola di Panarea.